# Colobostruma alinodis
Colobostruma alinodis är en myrart som först beskrevs av Auguste-Henri Forel 1913.  Colobostruma alinodis ingår i släktet Colobostruma och familjen myror. Inga underarter finns listade i Catalogue of Life.